# Základní škola Gutova
Základní škola Gutova je základní škola nacházející se ve Strašnicích v Praze 10. Jedná se o fakultní školu Pedagogické fakulty UK. Na druhém stupni má skupiny s rozšířenou výukou matematiky. Sousedí s areálem volného času Gutovka.

## Historie

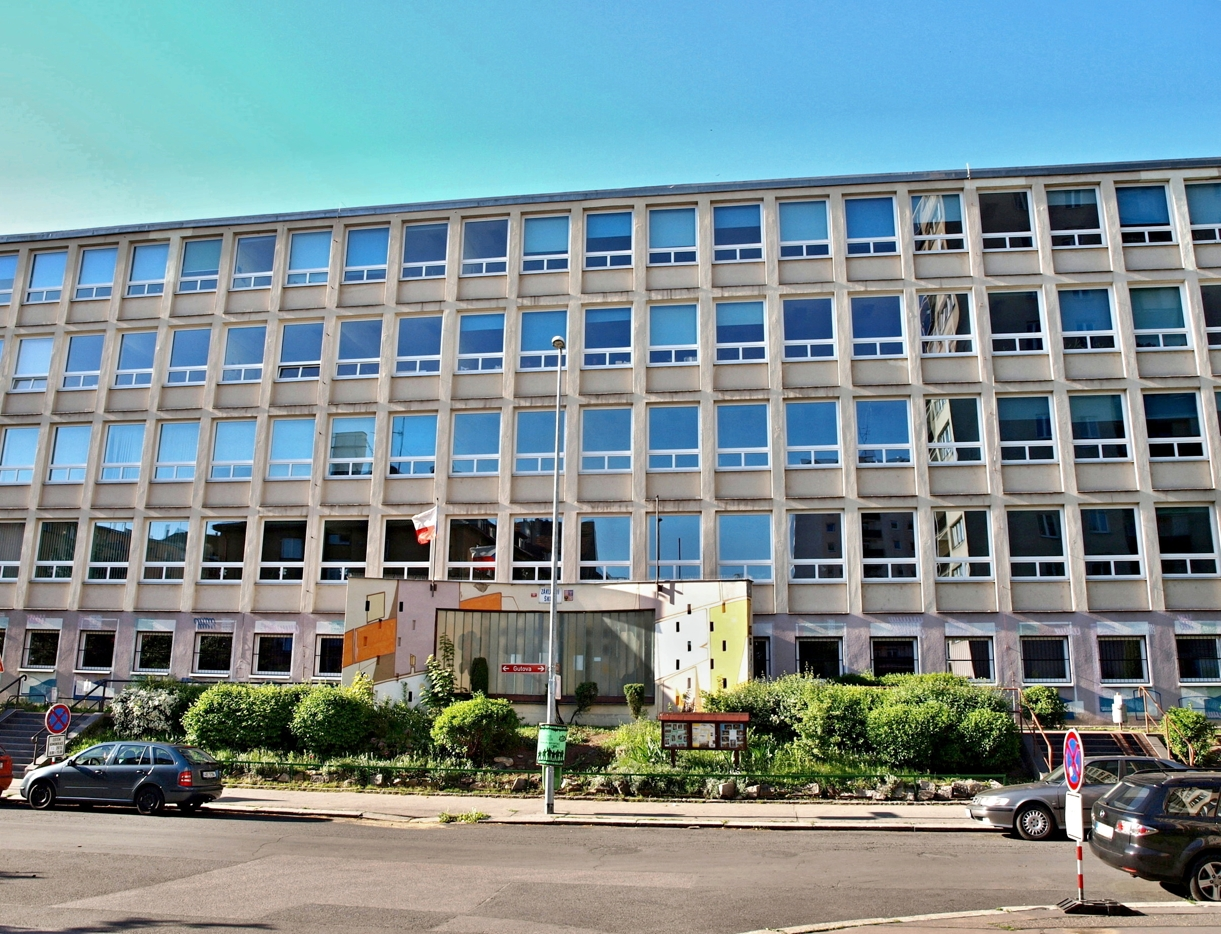
Vstupní část ZŠ Gutova

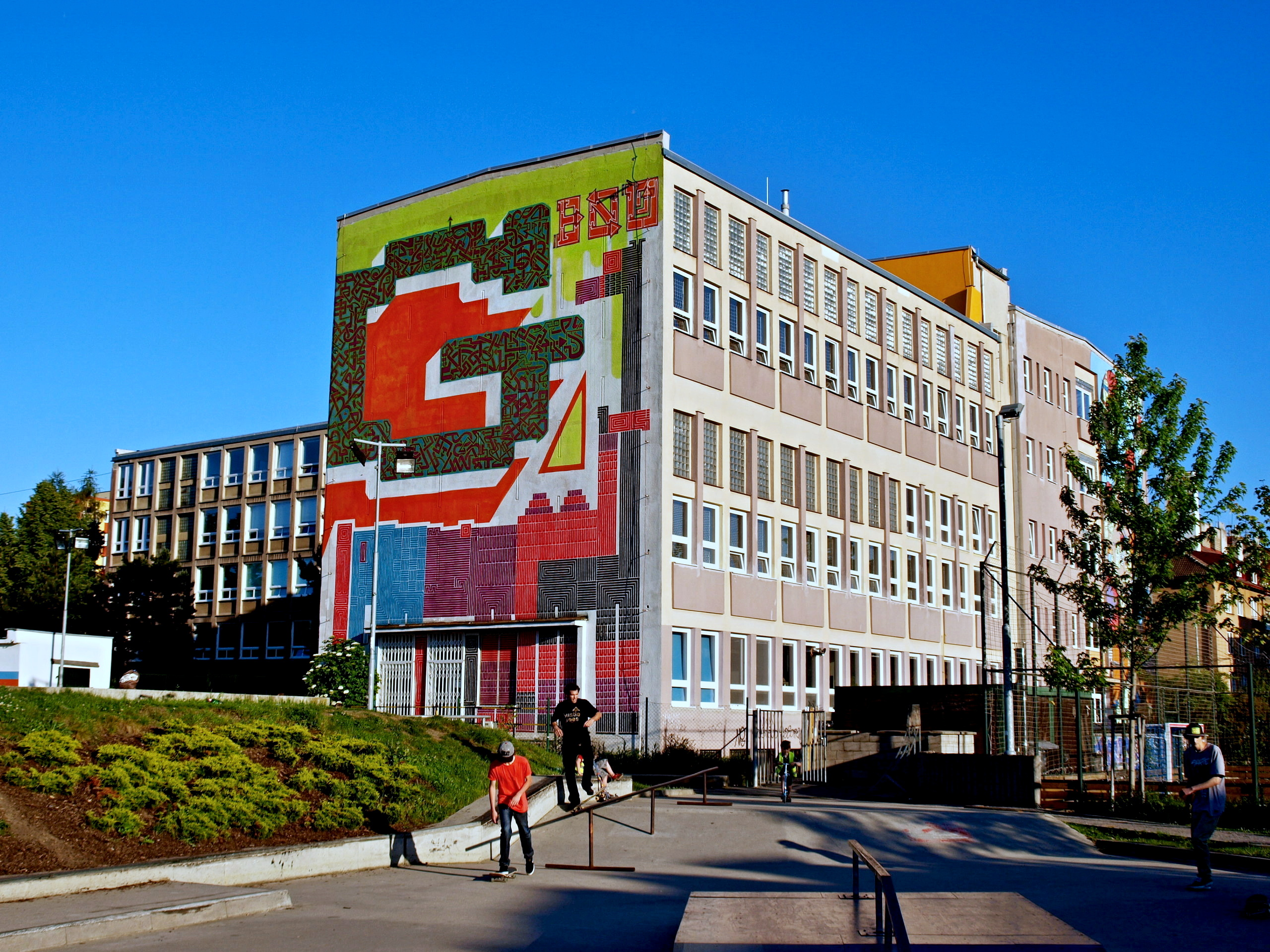
Budova základní školy Gutova s mozaikou

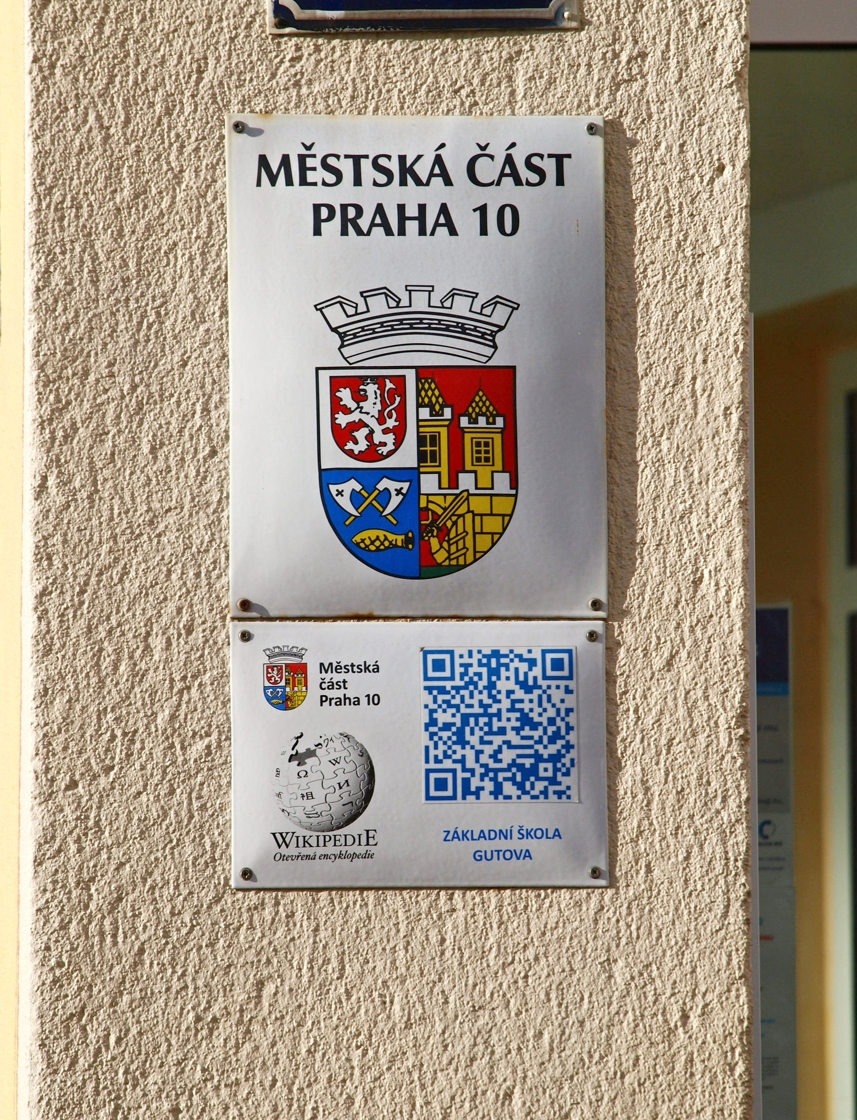
ZŠ Gutova má vlastní wiki-QR kód

Škola byla založena roku 1962. Současným zřizovatelem je městská část Praha 10.
V roce 2009 školu navštívil tehdejší prezident Václav Klaus, který zde oficiálně zahájil školní rok.

## Vybavení
Kromě kmenových tříd škola využívá dalších 14 odborných učeben – mimo jiné dílnu s keramickou pecí, výtvarný ateliér, dvě učebny výpočetní techniky, chemickou a fyzikální pracovnu a celkem 22 tříd a pracoven s interaktivní tabulí. Dále je v budově školní knihovna, školní klub, dvě tělocvičny, relaxační místnost a školní jídelna. V sousedním areálu Gutovka je řada sportovišť a vyžití pro děti.

## Výuka a život žáků
Na škole se vyučuje podle vlastního školního vzdělávacího plánu GUTOVKA. Škola se snaží rozšířit výuku informatiky, rozvíjí protidrogovou prevenci, věnuje pozornost žákům s poruchami učení, využívá služeb poradenského psychologa. Vysílá své žáky na kulturní a sportovní soutěže, organizuje adaptační kurz pro žáky 6. tříd, lyžařský kurz, plavecký výcvik a školy v přírodě. Vlastními silami a prostřednictvím pronájmů nabízí dětem rozsáhlou škálu zájmových činností v odpoledních hodinách. Spolupracuje s domem UM – střediskem pro volný čas dětí.
Žáci vydávají školní časopis "Tornádo", scházejí se ve školní samosprávě, přispívají na adoptovaného chlapce a chov živočichů v ZOO. Organizují pravidelné sběrové akce (výtěžek pro jejich účely), využívají barevnou schránku pro spojení s vedením školy.
Ve škole je budována pozitivní atmosféra, podporuje se komunikace, se vyučuje se tvůrčím způsobem, zábavně a srozumitelně, ve spojení s běžným životem. Škola spolupracuje s pedagogickou fakultou Univerzity Karlovy. Každý rok se představuje veřejnosti během Dne otevřených dveří, celoročně umožňuje rodičům navštívit po dohodě vyučování. Podporuje organizačně i finančně další vzdělávání svých učitelů (především výpočetní technika a jazyky). Při škole spolupracuje rodičovská organizace.

## Mural art
Na budově školy v roce 2012 vytvořila čtveřice street artových umělců dva velkoplošné mural arty.

## Ředitelé školy
- Josef Strašil 1962–1963
- Blanka Filipová 1963–1967
- Milena Šimáčková 1967–1970
- Milena Michalová 1970–1972
- Milena Krejčová 1972–1984
- Richard Böhm 1984–1990
- Vilém Nedorost 1990–1991
- Věra Zelenková 1991–1997
- Jiří Voneš 1997–2023
- Jaroslava Černá 2023–současnost[3]